# 大林勝臣
大林勝臣（1931年—）是，日本自治省官僚。

## 經歷
東京大學法學部法律學科畢業。1954年4月，進入自治廳。1958年，自治大學校。1961年，愛媛縣總務部地方課長。1970年，香川縣經濟勞動部長。1971年，同縣農林部長。1976年，行政局選舉部選舉課長。1978年，大臣官房總務課長。1979年，行政局選舉部長。1982年7月，行政局長。1987年9月，就任自治事務次官。1989年，辞職。此後，就任自治綜合中心理事長。